# Leila Negra
Leila Negra geboren als Marie Nejar (Mülheim an der Ruhr, 20 maart 1930 – Hamburg, 11 mei 2025) was een Duitse schlagerzangeres en actrice.

## Voorgeschiedenis
Marie Nejar is de kleindochter van een dame uit een adellijke Hamburgse familie, die door haar familie werd verstoten na haar huwelijk met een Creool uit Martinique. Het paar kreeg van niemand ondersteuning en trok van de ene plaats naar de andere, op zoek naar werk. Na hun vestiging in Riga werd hun dochter Cécilie geboren. In Riga werd de grootvader van Marie Nejar doodgeschoten in een kroeg. De weduwe ging daarop terug naar Hamburg. Haar volwassen dochter Cécilie, Maries moeder, werkte als muzikante en trok van bar naar bar. Haar Ghanese vader was steward op een schip uit Liverpool. Maries moeder trachtte de zwangerschap geheim te houden en baarde de baby in een weeshuis in Mülheim an der Ruhr. Drie jaar later werd ze op aandringen van de grootmoeder naar Hamburg gehaald. Toen ze tien jaar was, verloor ze haar moeder door een mislukte abortus, omdat ze haar in een ziekenhuis niet wilden helpen.
Marie Nejar groeide op in het Hamburgse stadsdeel St. Pauli, toen de nazi's aan de macht kwamen. Wegens haar donkere huidskleur was ze blootgesteld aan vervolgingen en vijandelijkheden, maar het oogmerk van de nazi's lag hoofdzakelijk bij de joden en critici van het regime. Op grond van de Neurenberger wetgeving van 1935 kon ze haar schoolopleiding niet voltooien en moest ze dwangarbeid verrichten in een fabriek. Met de hulp van een liberale klaslerares, een joodse arts en de menselijkheid van politieambtenaren van de Davidswache kon ze de eerste jaren overleven. De toenmalige propagandaminister Joseph Goebbels zocht zwarte kinderen, die in diverse UFA-films het zogenaamde Buschvolk spelen moesten. Marie Nejar werd daarvoor ook aangeschreven en naar Potsdam-Babelsberg uitgenodigd, waar ze ten slotte in 1942 in een scene in een Münchhausen-film aan de zijde van Hans Albers een zwarte dienares met een palmkwast speelde. Als 12-jarige vond ze dit prachtig en kreeg ze twee weken schoolvrij, met handtekening en aanwijzing van Goebbels. Een paar maanden later speelde ze naast Heinz Rühmann een kleine rol als dochter van een stamopperhoofd in de film Quax in Afrika.
Na het einde van de oorlog in 1945 werkte ze in Hamburg in een bar. Na de dood van haar grootmoeder in 1949 ging ze sigaretten verkopen op het Timmendorfer Strand, waar ze werd gevraagd om een microfoon te testen, waarbij ze een toentertijd populair lied zong van Horst Winter, dat uiteindelijk leidde tot erkenning van haar muzikale talent. In een revue in Wenen kreeg ze een bijrol, waarbij ze ook moest zingen. Vervolgens kreeg ze een contract aangeboden bij een platenlabel.

## Carrière
Marie Nejar begon aan het begin van de jaren 1950 een carrière als zingende kindster met talrijke Duitse schlagers. Wegens haar huidskleur kreeg ze veel belangstelling, net als Josephine Baker voor de oorlog en de in Tunis geboren Roberto Zerquera (Roberto Blanco) en de in Trinidad geboren Peter Mico Joachim (Billy Mo) na de oorlog.
In 1952 had ze onder het pseudoniem Leila Negra de grootste schlagersuccessen, samen met Peter Alexander met het nummer Die süßesten Früchte fressen nur die großen Tiere, geproduceerd door haar ontdekker Gerhard Mendelson. Ook andere nummers als Mach nicht so traurige Augen en het Toxi-Lied uit de gelijknamige film (1952) werden door het publiek goed ontvangen en scoorden goed bij de hitparade. Samen met Peter Alexander en andere muzikanten toerde ze in de jaren 1950 door Duitsland met een grote teddybeer in de arm, haar toekomstig handelsmerk. 
Na in vijf films te hebben gespeeld en het uitbrengen van 30 schlagers beëindigde ze haar actieve carrière aan het eind van de jaren 1950.

## Privéleven
In 1957 begon ze een opleiding tot verpleegster en oefende dit beroep later uit in Hamburg. Marie Nejar woonde als gepensioneerde in Hamburg.
Negra overleed op 11 mei 2025 op 95-jarige leeftijd.

## Filmografie

### Als Leila Negra
- Die süßesten Früchte fressen nur die großen Tiere, met Peter Alexander (1952)
- Toxi-Lied (1952)
- Mütterlein (1953; 1954 Cover van Wolfgang Sauer: Glaube mir)
- Gilli-Gilli-Ochsenpfeffer (1954)
- Hei Lili (Das schönste Glück auf der Erde) (1954)
- Ashenputtel (1955)
- Mein Teddybär
- Der kleine Boy vom Grand-Hotel
- Lieber Gott, laß die Sonne wieder scheinen
- Die beiden kleinen Finken
- Ein Strauß Vergißmeinnicht (1957)
- Mach nicht so traurige Augen
- Mamatschi
- Silberpferdchen
- Pony Serenade, met Peter Alexander
- Spatz und Spätzchen
- Zwölf kleine Negerlein
- Wenn ich zwei Flügel hätt’
- Ein kleines Negerlein im Schnee
- Wenn der Sandmann leise kommt
- Virginia Blues, met Kenneth Spencer

### Als Marie Nejar
- 1943: Münchhausen (als figurante)
- 1944: Quax in Afrika
- 1952: Tanzende Sterne (als in de volgende onder de naam Leila Negra)
- 1952: Heimweh nach Dir
- 1952: Toxi
- 1953: Salto Mortale
- 1954: Die süßesten Früchte
- 1954: Der schweigende Engel (alleen gezang, geen optreden)

- Gemeinsame Normdatei: 13351126X
- International Standard Name Identifier: 0000 0000 8338 5612
- Library of Congress Control Number: no2007093314
- Nationale Bibliotheek van Letland: 000289120
- MusicBrainz: 55da27df-8e59-479a-b673-10943cfd499c
- Virtual International Authority File: 122195345
- WorldCat: E39PBJgMDXKQ4yBr9ygbCY7mBP